# الحسين بن محمد اللمغاني
الحسين بن محمد بن الحسين أبو المعالي اللمغاني، وهو عالم مسلم ومحدث بغدادي زكاهُ كل من أبو عبد الله محمد بن الحسن ابن الشنكاتي العباسي، وأبو المعالي أحمد بن عمر بن بكرون.
وكان الحسين اللمغاني فقيهاً ومحدثاً من رواة الحديث عند أهل السنة والجماعة، وتوفى في بغداد في عهد الدولة العباسية ودفن بالوردية.

## وفاته
توفي الحسين اللمغاني في ليلة 11 ربيع الآخر سنة 622 هـ/ 1225م، ودفن في المقبرة الوردية ببغداد.